# Javier Moreno
Moreno  Bazán est un nom espagnol. Le premier nom de famille, en général paternel, est Moreno ; le second, en général maternel, souvent omis, est Bazán.
Pour les articles homonymes, voir Moreno et Bazan.
Cet article concerne le coureur cycliste. Pour le footballeur, voir Javi Moreno.
Javier Moreno Bazán, né le 18 juillet 1984 à Jaén, est un coureur cycliste espagnol.

## Biographie

### 2008-2011: des débuts professionnels prometteurs
Champion d'Espagne sur route espoirs en 2005, Javier Moreno commence sa carrière professionnelle en 2006 dans l'équipe Grupo Nicolás Mateos. L'année suivante, il rejoint l'équipe Extremadura-Spiuk. Il gagne cette année-là une étape du Tour de la communauté de Madrid, dont il prend la onzième place, et obtient des places d'honneur à la Clasica a los Puertos (7e), au Grand Prix Miguel Indurain, à la Prueba Villafranca de Ordizia (8e), au Tour de Burgos (9e), à la Subida al Naranco (10e).
En 2008, Javier Moreno est recruté par l'équipe continentale professionnelle Andalucía-Cajasur. Sixième de la Clasica a los Puertos et neuvième de la Subida al Naranco, il participe à son premier Tour d'Espagne, qu'il termine à la 21e place. En mai 2009, il termine troisième du Tour des Asturies, puis se fracture l'humérus du bras droit lors du Tour de Catalogne et doit mettre fin à sa saison,. De retour à la compétition en 2010, il est cinquième de la Klasika Primavera, sixième du Tour de Castille-et-León, dixième du championnat d'Espagne du contre-la-montre et quatorzième de la Classique de Saint-Sébastien.
En 2011, Javier Moreno rejoint l'équipe Caja Rural. En début d'année, il est notamment quinzième du Tour de Murcie, vingtième du Tour de Catalogne, neuvième de la Klasika Primavera. Début mai, il remporte le Tour des Asturies, dont il gagne une étape. La semaine suivante, il est deuxième du Tour de la communauté de Madrid.

### 2012-2016: équipier de luxe chez Movistar
Après cette saison chez Caja Rural, Javier Moreno, ainsi que son coéquipier José Herrada, sont recrutés par l'équipe World Tour Movistar. Sa première course avec sa nouvelle équipe est le Tour Down Under, dont il prend la huitième place. En avril, il remporte le Tour de Castille-et-León. Durant l'été, il est onzième du Tour de Pologne, cinquième du Tour de Burgos, puis prend le départ du Tour d'Espagne en tant qu'équipier d'Alejandro Valverde. Avec ses coéquipiers, il gagne la première étape, un contre-la-montre par équipes. Valverde termine deuxième de cette Vuelta, Moreno 66e.
En janvier 2013, Moreno prend la deuxième place du Tour Down Under, derrière Tom-Jelte Slagter, et en remporte le classement de la montagne. En mai, il gagne le Tour de la communauté de Madrid et une étape du Tour des Asturies, dont il prend la troisième place finale. Il dispute à nouveau la Vuelta aux côtés de Valverde, troisième du classement général.
En 2014, Javier Moreno est cinquième du Tour de Castille-et-León en mai, deuxième du Tour d'Autriche en juillet. En août, il prend le départ du Tour d'Espagne, en tant qu'équipier d'Alejandro Valverde et Nairo Quintana, et en remplacement d'Igor Antón, malade. Avec ses coéquipiers, il gagne la première étape, un contre-la-montre par équipes.
Javier Moreno commence la saison 2015 par une victoire d'étape lors du contre-la-montre du Tour d'Andalousie. Régulièrement classé lors d'épreuves par étapes espagnoles du calendrier européen, c'est dans son rôle d'équipier de luxe qu'il est le plus précieux pour sa formation. 
Participant en 2016 à son premier Tour d'Italie, il abandonne lors de la septième étape en raison d'une fracture de la clavicule gauche consécutive à une chute. À la suite de cette chute, Javier Moreno a éprouvé des difficultés à retrouver son meilleur niveau. Si bien qu'en fin de saison, il rejoint la nouvelle équipe Bahrain-Merida.

### 2017: Bahrain-Merida
En début de saison, Javier Moreno se classe notamment dixième du Tour d'Andalousie. En mai, il prend part du Tour d'Italie mais en est exclu après la quatrième étape pour « voies de fait », s'étant accroché avec Diego Rosa. Après avoir disputé et terminé son premier Tour de France en juillet, il est au départ de la Vuelta, son troisième grand tour de l'année. Il abandonne dès la deuxième étape, une chute lui ayant causé une fracture de la mâchoire,.

### 2018-2019: Delko Marseille Provence
Javier Moreno s'engage avec l'équipe continentale professionnelle française Delko-Marseille Provence-KTM en vue de la saison 2018 pour y assumer un rôle de leader, convaincu par le programme de courses de cette formation, invitée sur Paris-Nice. Il compte pouvoir s'y « s'exprimer pleinement et aller chercher de nombreuses victoires », notamment en visant les courses de début de saison,. Ce qu'il réalise sur le Sharjah Tour, la première course qu'il dispute sous son nouveau maillot, dont il remporte le classement général. Il confirme en gagnant le Tour d'Aragon, puis la deuxième étape du Tour de l'Ain.
Il dispute sa dernière saison sur route en 2019, puis décide de s'orienter vers le VTT. 

### Depuis 2021
En 2021, il rejoint l'équipe continentale portugaise Efapel.

## Palmarès et classements mondiaux

### Palmarès amateur
- 2002
  - Vainqueur de la Coupe d'Espagne juniors
- 2005
  -  Champion d'Espagne sur route espoirs
  - Vainqueur de la Coupe d'Espagne espoirs
  - Tour de Cordoue
  - 2e étape du Tour de Tenerife

### Palmarès professionnel
| - 2007 - 4e étape du Tour de la communauté de Madrid - 2009 - 3e du Tour des Asturies - 2011 - Tour des Asturies : - Classement général - 3e étape - 2e du Tour de la communauté de Madrid - 2012 - Classement général du Tour de Castille-et-León - 1re étape du Tour d'Espagne (contre-la-montre par équipes) - 8e du Tour Down Under - 2013 - Tour de la communauté de Madrid - 2e étape du Tour des Asturies - 2e du Tour Down Under - 3e du Tour des Asturies | - 2014 - 1re étape du Tour d'Espagne (contre-la-montre par équipes) - 2e du Tour d'Autriche - 2015 - 1reb étape du Tour d'Andalousie (contre-la-montre) - 2018 - Classement général du Sharjah Tour - Classement général du Tour d'Aragon - 2e étape du Tour de l'Ain |  |

### Résultats sur les grands tours

#### Tour d'Espagne
7 participations
- 2008 : 21e
- 2010 : 53e
- 2012 : 66e, vainqueur de la 1re étape (contre-la-montre par équipes)
- 2013 : 76e
- 2014 : 90e, vainqueur de la 1re étape (contre-la-montre par équipes)
- 2015 : 80e
- 2017 : abandon (2e étape)

#### Tour d'Italie
2 participations
- 2016 : abandon (7e étape)
- 2017 : exclu (4e étape)

#### Tour de France
1 participation
- 2017 : 119e

### Classements mondiaux
| Année                                 | 2005 | 2006 | 2007 | 2008 | 2009 | 2010 | 2011 | 2012 | 2013 | 2014 | 2015 | 2016 | 2017  | 2018 | 2019 | 2020 | 2021  |
| ------------------------------------- | ---- | ---- | ---- | ---- | ---- | ---- | ---- | ---- | ---- | ---- | ---- | ---- | ----- | ---- | ---- | ---- | ----- |
| Calendrier mondial                    |      |      |      |      | nc   | 251e |      |      |      |      |      |      |       |      |      |      |       |
| UCI World Tour                        |      |      |      |      |      |      |      | 126e | 58e  | 211e | nc   | nc   | 416e  | nc   |      |      |       |
| Classement mondial                    |      |      |      |      |      |      |      |      |      |      |      | 388e | 1118e | 219e | 759e | nc   | 1440e |
| UCI Europe Tour                       | 397e | nc   | 256e | 583e | 296e | 286e | 35e  |      |      |      |      | 234e | 743e  | 189e | 552e | nc   | 1025e |
| UCI Asia Tour                         | nc   | nc   | nc   | nc   | nc   | nc   | nc   |      |      |      |      | nc   | nc    | 47e  |      |      |       |
|                                       |      |      |      |      |      |      |      |      |      |      |      |      |       |      |      |      |       |
| Légende : nc = non classéSource : UCI |      |      |      |      |      |      |      |      |      |      |      |      |       |      |      |      |       |